# 20e étape du Tour d'Espagne 2007

La 20e étape du Tour d'Espagne 2007 eut lieu le 22 septembre. Le parcours de 25 kilomètres relie Villalba à Villalba. Il s'agit du second et dernier contre-la-montre de cette Vuelta.

## Récit
Le dernier contre-la-montre de cette Vuelta, à la veille de l'arrivée à Madrid, n'est long que de vingt kilomètres. Une distance trop faible pour réaliser des écarts importants. Denis Menchov ne semble donc pas menacé au classement général. En revanche, tout reste ouvert pour le podium puisque Carlos Sastre, Samuel Sánchez et Cadel Evans, respectivement 2e, 3e et 4e au départ, se tiennent en 56 secondes. Maxime Monfort tentera lui de combler les 13 secondes qui le séparent de Carlos Barredo pour être le premier Belge dans le top 10 d'une Vuelta depuis Johan Bruyneel.
Le premier temps de référence est réalisé par Magnus Bäckstedt, battu ensuite par les spécialistes de l'effort solitaire que sont Santos González et Stef Clement. Le jeune néerlandais réalise un temps de 22 minutes et 25 secondes. La lutte entre Monfort et Barredo tourne à l'avantage de l'Espagnol, qui termine juste derrière Clement (à 2 secondes), 12 secondes devant Monfort.
Samuel Sanchez est le premier à battre Clement. Evans et Sastre sont derrière, Menchov s'intercale entre Sanchez et Clement. Les 19 secondes d'avance de Sanchez sur Evans permettent à l'Espagnol de monter sur le podium.

## Classement de l'étape
| \| 1. \| Samuel Sánchez \| Espagne \| en \| 22 min 11 s \| \| 2. \| Denis Menchov \| Russie \| + \| 12 s \| \| 3. \| Stef Clement \| Pays-Bas \| \| 14 s \| \| 4. \| Carlos Barredo \| Espagne \| \| 16 s \| \| 5. \| Santos González \| Espagne \| \| 18 s \| \| 6. \| Cadel Evans \| Australie \| \| 19 s \| \| 7. \| Jason McCartney \| États-Unis \| \| 25 s \| \| 8. \| Vladimir Karpets \| Russie \| \| 26 s \| \| 9. \| Maxime Monfort \| Belgique \| \| 28 s \| \| 10. \| Adam Hansen \| Australie \| \| 34 s \| |                  |            |    |             |
| 1. | Samuel Sánchez   | Espagne    | en | 22 min 11 s |
| 2. | Denis Menchov    | Russie     | +  | 12 s        |
| 3. | Stef Clement     | Pays-Bas   |    | 14 s        |
| 4. | Carlos Barredo   | Espagne    |    | 16 s        |
| 5. | Santos González  | Espagne    |    | 18 s        |
| 6. | Cadel Evans      | Australie  |    | 19 s        |
| 7. | Jason McCartney  | États-Unis |    | 25 s        |
| 8. | Vladimir Karpets | Russie     |    | 26 s        |
| 9. | Maxime Monfort   | Belgique   |    | 28 s        |
| 10. | Adam Hansen      | Australie  |    | 34 s        |

## Classement général
| \| 1. \| Denis Menchov \| Russie \| en \| 78 h 21 min 40 s \| \| 2. \| Carlos Sastre \| Espagne \| + \| 3 min 31 s \| \| 3. \| Samuel Sánchez \| Espagne \| \| 3 min 46 s \| \| 4. \| Cadel Evans \| Australie \| \| 3 min 56 s \| \| 5. \| Ezequiel Mosquera \| Espagne \| \| 6 min 34 s \| \| 6. \| Vladimir Efimkin \| Russie \| \| 7 min 07 s \| \| 7. \| Vladimir Karpets \| Russie \| \| 8 min 09 s \| \| 8. \| Igor Antón \| Espagne \| \| 8 min 44 s \| \| 9. \| Manuel Beltrán \| Espagne \| \| 9 min 38 s \| \| 10. \| Carlos Barredo \| Espagne \| \| 10 min 12 s \| |                   |           |    |                  |
| 1. | Denis Menchov     | Russie    | en | 78 h 21 min 40 s |
| 2. | Carlos Sastre     | Espagne   | +  | 3 min 31 s       |
| 3. | Samuel Sánchez    | Espagne   |    | 3 min 46 s       |
| 4. | Cadel Evans       | Australie |    | 3 min 56 s       |
| 5. | Ezequiel Mosquera | Espagne   |    | 6 min 34 s       |
| 6. | Vladimir Efimkin  | Russie    |    | 7 min 07 s       |
| 7. | Vladimir Karpets  | Russie    |    | 8 min 09 s       |
| 8. | Igor Antón        | Espagne   |    | 8 min 44 s       |
| 9. | Manuel Beltrán    | Espagne   |    | 9 min 38 s       |
| 10. | Carlos Barredo    | Espagne   |    | 10 min 12 s      |

## Classements annexes
| Classement | Coureur                  | Total             |
| ---------- | ------------------------ | ----------------- |
| points     | Denis Menchov Russie     | 135 pts           |
| montagne   | Denis Menchov Russie     | 90 pts            |
| combiné    | Denis Menchov Russie     | 3 pts             |
| équipe     | Caisse d'Épargne Espagne | 235 h 02 min 44 s |